# Port lotniczy Tuguegarao
Port lotniczy Tuguegarao (IATA: TUG, ICAO: RPUT) – port lotniczy położony w Tuguegarao, w prowincji Cagayan, na Filipinach.

## Linie lotnicze i połączenia
| Linia Lotnicza | Kierunek                                                 |
| -------------- | -------------------------------------------------------- |
| Cebu Pacific   | 1. Manila                                                |
| Northsky Air   | Czartery: 1. Itbayat 2. Palanan                          |
| PAL Express    | 1. Manila                                                |
| Sky Pasada     | 1. Basco 2. Binalonan 3. Calayan 4. Maconacon 5. Palanan |